# Love Love Love
Love Love Love je první epizoda páté série amerického hudebního televizního seriálu Glee a v celkovém pořadí osmdesátá devátá epizoda. Napsal ji jeden z tvůrců seriálu, Brad Falchuk, režíroval ji Bradley Buecker a poprvé se vysílala ve Spojených státech dne 26. září 2013 na televizní stanici Fox. Jedná se o první ze dvou epizod, které vzdávají hold hudební skupině The Beatles. V tomto dílu se poprvé objeví dva hostující herci, a to Peter Facinelli jako režisér Funny Girl a Ioan Gruffudd jako herec ve Funny Girl.
Epizoda získala povětšinou pozitivní reakce od kritiků a v den vysílání ji sledovalo 5,06 milionů amerických diváků.

## Obsah epizody
V New Yorku se Rachel Berry (Lea Michele) snaží o chemii během čtené zkoušky na Funny Girl, ale při snaze oslnit producenty selže, a tak ve zklamání zpívá "Yesterday". Mezitím Will Schuester (Matthew Morrison) zadává sboru dvoutýdenní úkol s písněmi od The Beatles, přičemž v prvním týdnu se zaměří na jejich počáteční kariéru. Artie Abrams (Kevin McHale) vyznává lásku Kitty Wilde (Becca Tobin) prostřednictvím písně "Drive My Car" a zve ji na pouť. Zde je uvidí společně nová roztleskávačka Bree (Erinn Westbrook) a Kitty si uvědomí, že se jí Bree snaží zničit. Poté Kitty požádá Artieho o udržení jejich vztahu v tajnosti, aby se tak nesnížil její společenský status, s čímž Artie poté neochotně souhlasí.
Sue Sylvester (Jane Lynch) se vrací na McKinleyovu střední poté, co Becky Jackson (Lauren Potter) přizná, že to ona vystřelila z pistole a Sue lhala, aby ji ochránila (viz epizoda Shooting Star). Sue chce pět svou moc, a tak podstrčí řediteli Figginsovi (Iqbal Theba) kompromitující materiál, on je odvolán a Sue tak získává místo ředitelky. Pokud se jí na místě bude dařit, tak ho získá trvale, Sue tedy informuje Will a trenérku roztleskávček Roz Washington (NeNe Leakes), že musí oba vyhrát národní kola svých soutěží, jinak, že je vyhodí.
Kurt Hummel (Chris Colfer) a Blaine Anderson (Darren Criss) obnovují svůj vztah, zpívají "Got to Get You into My Life" a Blaine se rozhodne více rozvést svůj plán požádat Kurta o roku. Tina Cohen-Chang (Jenna Ushkowitz) zjistí pravdu o vztahu Kitty a Artieho a snaží se přesvědčit Artieho, aby jejich vztah oznámil veřejně, ale on to odmítá a zpívá "You've Got to Hide Your Love Away".
Blaine a Sam Evans (Chord Overstreet) vedou New Directions, Vocal Adrenaline, Dalton Academy Warblers a Havenbrookský sbor pro hluché v písni "Help!", aby Blainovi při jeho žádosti o ruku pomohli. Rachel začne pracovat jako servírka ve zpívající broadwayské restauraci. Práci ji sehnala její spolubydlící Santana Lopez (Naya Rivera). Jednoho dne se ukážou producenti Funny Girl a Rachel vycítí druhou šanci a společně se Santanou jim zazpívá "A Hard Day's Night". Poté, co obě dostanou zprávu od Blaina, se vrací společně do Limy. ´
V Limě se Tina snaží, aby se všichni dověděli o vztahu Kitty a Artieho a motivuje Kitty, aby to řekla veřejně. Blaine si všimne Tininy zahořklosti a najme Sama, Jaka Puckermana (Jacob Artist) a Rydera Lynna (Blake Jenner), aby ji povzbudili písní "I Saw Her Standing There". Potom jí nabídnou možnost vybrat si buď Blaina, Sama nebo Rydera jako svůj doprovod pro maturitní večírek a Tina si vybere Sama.
Burt Hummel (Mike O'Malley) veze Kurta na Daltonovu akademii a Kurt prozrazuje, že ví o Blainově žádosti o ruku a neví, co má dělat. Burt mu řekne, aby zvážil všechna pro a proti a aby si vždy vzpomněl na to, že život je krátký. Na Daltonu, Blaine vyznává Kurtovi lásku prostřednictvím písně "All You Need Is Love" a doprovází ho čtyři sbory a i Rachel, Santana a Mercedes Jones (Amber Riley). Blaine ho poté požádá o ruku, Kurt souhlasí a všichni vyjádří své nadšení.

## Seznam písní
- "Yesterday"
- "Drive My Car"
- "Got to Get You into My Life"
- "You've Got to Hide Your Love Away"
- "Help!"
- "A Hard Day's Night"
- "I Saw Her Standing There"
- "All You Need Is Love"

## Natáčení
Přípravné práce prvního dílu páté série měly začít v polovině července a začátek natáčení byl plánován na 29. července 2013. Avšak po smrti herce Coryho Monteitha bylo oznámeno, že seriál si projde krátkou pauzou, během které si tvůrci a producenti ujasní, jak bude za těchto podmínek seriál pokračovat a jak vyřešit zápletku s absencí Finna Hudsona, což byla Monteithova role. Dne 19. července 2013 Glee prostřednictvím své facebookové stránky oznámilo, že první díl páté série se bude vysílat dne 26. září 2013, týden po původním datu a natáčení začne v srpnu. Sezóna se tedy začala natáčet dne 5. srpna 2013, o týden později, než se původně plánovalo, ačkoliv nahrávání ve studiu a kostýmové zkoušky začaly už o čtyři dny dříve.
Podle hlavního tvůrce Glee, Ryana Murphyho, byly první dvě epizody páté série napsány v květnu 2013 s motivem vzdávání holdu skupině The Beatles. Na epizodě vzdávající hold právě této skupině se pracovalo čtyři roky. Konečný scénář napsal Brad Falchuk a režíroval ji Bradley Buecker, jinak známý jako jeden z výkonných producentů seriálu.
Jedná se o první epizodu, kdy herci hrající role Jaka Puckermana (Jacob Artist), Marley Rose (Melissa Benoist), Kitty Wilde (Becca Tobin), Wada "Unique" Adamse (Alex Newell) a Rydera Lynna (Blake Jenner) získali povýšení mezi hlavní postavy seriálu. Během sekvencí v New Yorku se objevili dva noví hostující herci, Peter Facinelli ztvárňuje režiséra broadwayského uvedení Funny Girl a Ioan Gruffudd ztvárňuje hlavní mužská postavu ve stejném představení.
Erinn Westbrook debutuje jako nová vedlejší postava - roztleskávačka Bree, která má být "mrcha". Mezi další vedlejší postavy, které se objevily v této epizodě, patří bývalá členka sboru Mercedes Jones (Amber Riley), Kurtův otec Burt Hummel (Mike O'Malley), trenérka roztleskávaček Roz Washington (NeNe Leakes), ředitel Figgins (Iqbal Theba), vedoucí sboru Haverbrookské školy pro hluché Dalton Rumba (Michael Hitchcock) a Sebastian Smythe (Grant Gustin), jeden z Dalton Academy Warblers (Slavíků).
V epizodě se objevilo osm písní od Beatles: "Yesterday" v podání Ley Michele; "Drive My Car" a "You've Got to Hide Your Love Away" v podání Kevina McHala a Beccy Tobin; "Got to Get You into My Life" v podání Darrena Crisse a Chrise Colfera; "Help!" v podání Darrena Crisse a Chorda Overstreeta ; "A Hard Day's Night" v podání Ley Michele a Nayi Rivery; "I Saw Her Standing There" v podání Darrena Crisse, Chorda Overstreeta, Jacoba Artista a Blaka Jennera and "All You Need Is Love" v podání Darrena Crisse. Písně z této a následující epizody byly vydány na albu s názvem Glee Sings the Beatles, které obsahuje čtrnáct písní v podání herců ze seriálu, které byly původně psány pro Beatles. Album bylo k dostání v předprodeji na iTunes od 10. září 2013 a oficiálně v prodeji od 24. září 2013, dva dny před premiérou epizody.

## Hrají
| Jacob Artist     | Jake Puckerman      |
| Melissa Benoist  | Marley Rose         |
| Chris Colfer     | Kurt Hummel         |
| Darren Criss     | Blaine Anderson     |
| Blake Jenner     | Ryder Lynn          |
| Jane Lynch       | Sue Sylvester       |
| Kevin McHale     | Artie Abrams        |
| Lea Michele      | Rachel Berry        |
| Matthew Morrison | William Schuester   |
| Alex Newell      | Wade "Unique" Adams |
| Chord Overstreet | Sam Evans           |
| Naya Rivera      | Santana Lopez       |
| Becca Tobin      | Kitty Wilde         |
| Jenna Ushkowitz  | Tina Cohen-Chang    |